# Rudolf Thiel (Industrieller)

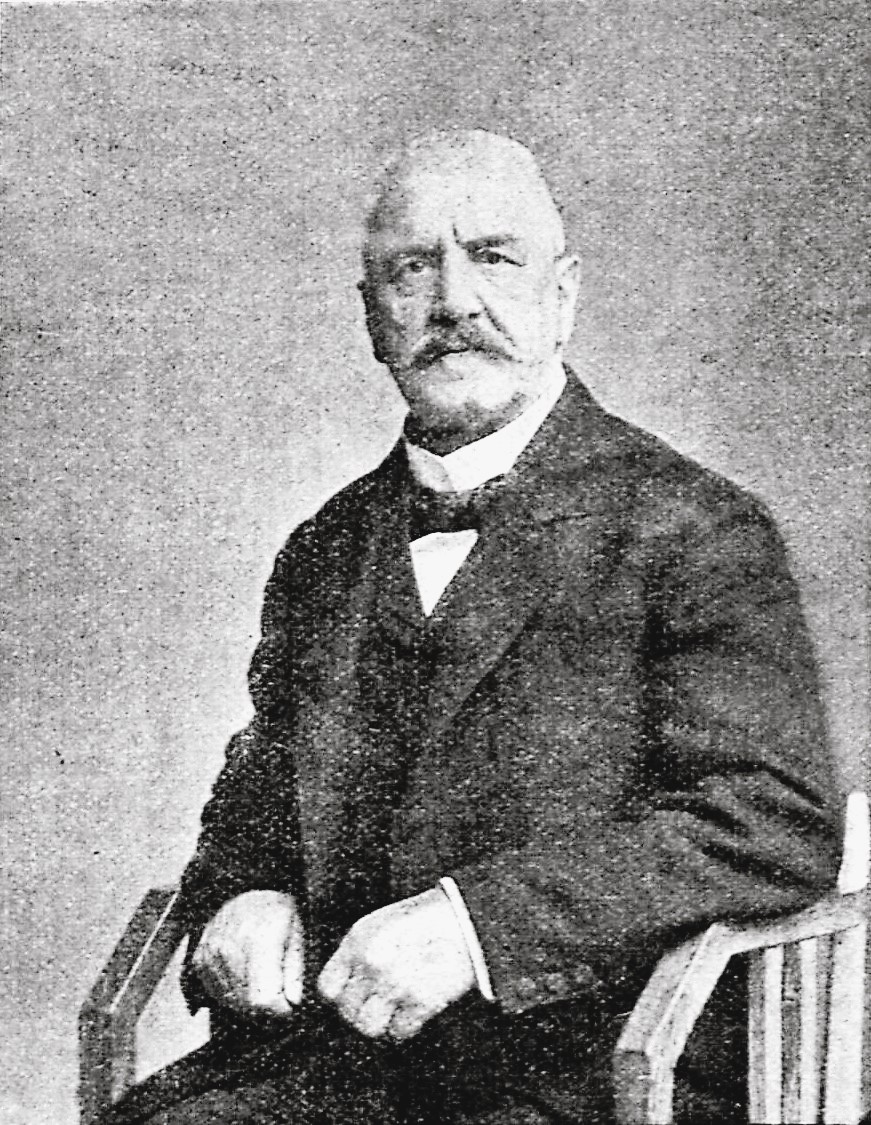
Rudolf Thiel

Rudolf Thiel (* 8. Juli 1848 in Hamburg; † 30. Januar 1924 in Lübeck) war ein deutscher Kaufmann, Fabrikant und Mitglied der Lübecker Bürgerschaft.

## Leben

### Herkunft
Rudolf war der Sohn einer Hamburger Kaufmannsfamilie. Sein Vater, der Kaufmann und Fabrikant Wilhelm Carl Ludwig Thiel, stammte aus Lübeck und war in Pinneberg in einem vergleichbaren Werk tätig. Zusammen mit Rudolfs Großvater beteiligte er sich finanziell an der Knochenmühle des Kaufmanns Heinrich Christian Julius Koch in Trems.

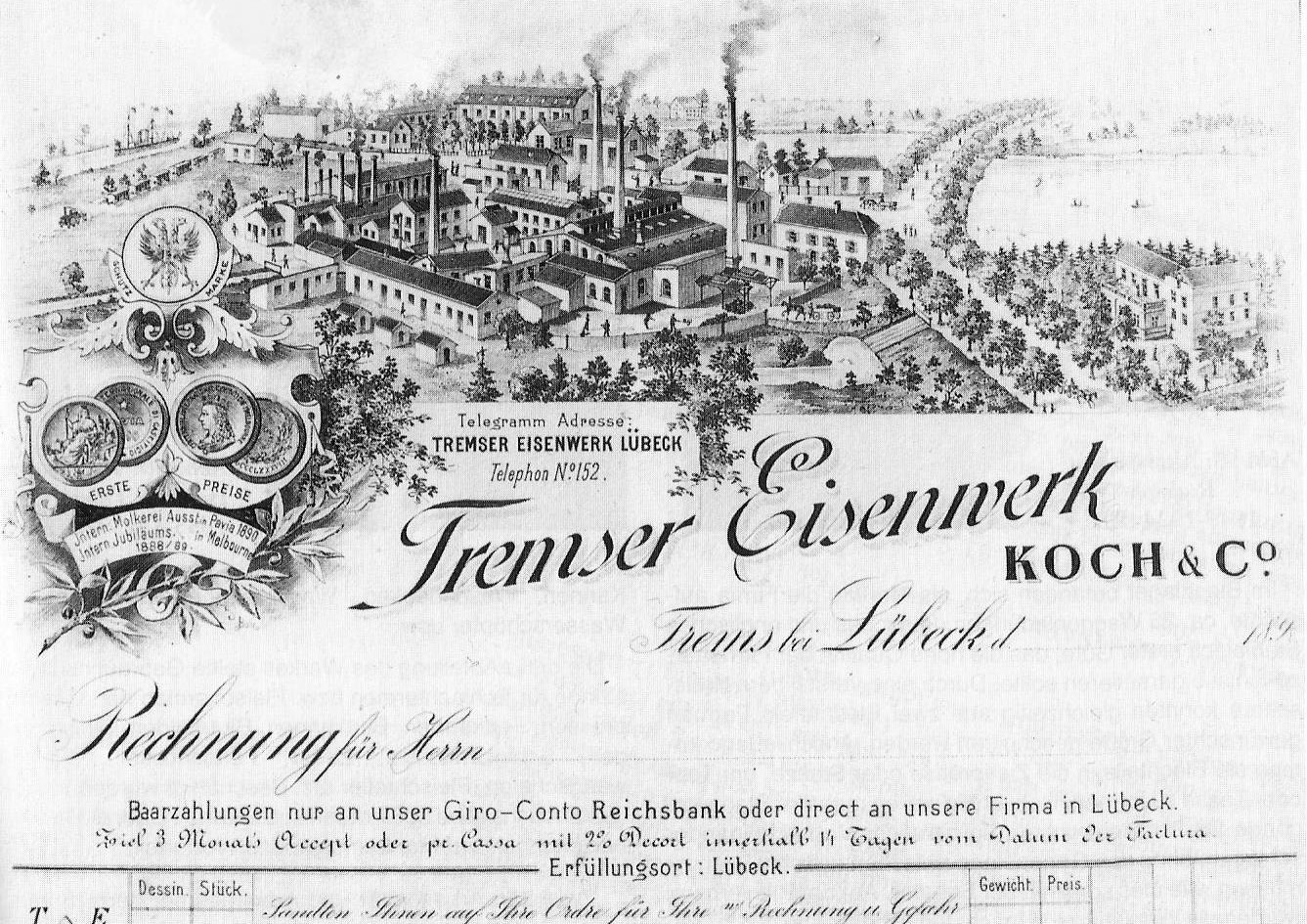
Tremser Eisenwerk

Sein Vater, der über das technische Wissen zur Leitung eines Unternehmens verfügte, und Koch gründeten in den Gebäuden der traditionsreichen Metallwarenfabrik das „Tremser Eisenwerk“. Aus der Führung des Werkes in den Lübecker Adressbüchern schon 1870 als Firma „Tremser Eisenwerk Carl Thiel & Co.“ zu Trems, lassen sich Rückschlüsse auf die finanzielle Gewichtung innerhalb des Unternehmens ziehen.
Auf der Wiener Weltausstellung 1873 erhielt die Firma mit ihren Produkten die erste Fortschrittsmedaille verliehen. Im Folgejahr erhielt das Werk, inzwischen als „Carl Thiel & Co.“, auf der Landwirtschaftlichen Ausstellung in Bremen für seine Meiereigeräte die silberne Medaille. Als dem Tremser Werk auf der Molkereiausstellung in Amsterdam 1884 die goldene Medaille verliehen wurde, besaß die Fabrik längst einen Weltruf.
Als Carl am 22. März 1892 in Schwartau verstarb hatte er das Werk in seine Blüte geführt.

### Laufbahn
Seine Schulerziehung erhielt Rudolf zuerst auf dem Hamburger Gymnasium und später in Pinneberg durch Hauslehrer. Nach Abschuss dessen durchlief er mehrere Jahre in allen praktischen Bereichen der Eisenverarbeitung eine Lehre und ging zur technischen Ausbildung auf die Technische Staatsschule in Hamburg. Später ging er, im väterlichen Geschäft für den Kaufmännischen Beruf vorbereitet, nach Ableitung seiner einjährigen Dienstpflicht einige Jahre ins Ausland und war dann in größeren Industriebetrieben des Inlandes in leitender Stellung tätig.
1880 trat er als Teilhaber in das damalige Fabrikunternehmen „Tremser Eisenwerk Carl Thiel & Co.“ ein. Der Kundenkreis erstreckte sich auf Lübeck, Hamburg, Mecklenburg und Holstein. Aber auch in das übrige Deutschland und das Ausland konnte teilweise geliefert werden. Das Werk beschäftigte ständige Handelsvertreter in Städten wie Hamburg, Kopenhagen, Amsterdam, Paris, Madrid, Sevilla, Barcelona, Odessa, Texas, Sydney und einen sogar in Indien. Die Besitzverhältnisse des Tremser Eisenwerkes sollten sich 1912 wieder ändern. Nachdem Reuter, ein sächsischer Fabrikant, sein Emaillierwerk in Königsbrück durch einen Brand verloren hatte, kaufte er das traditionsreiche Unternehmen auf, um dort aushilfsweise die sächsische Produktion zu übernehmen. Als der Export zu Beginn des Ersten Weltkriegs wegfiel, sollte Lübecks erste Emailliefabrik in der Bedeutungslosigkeit versinken.

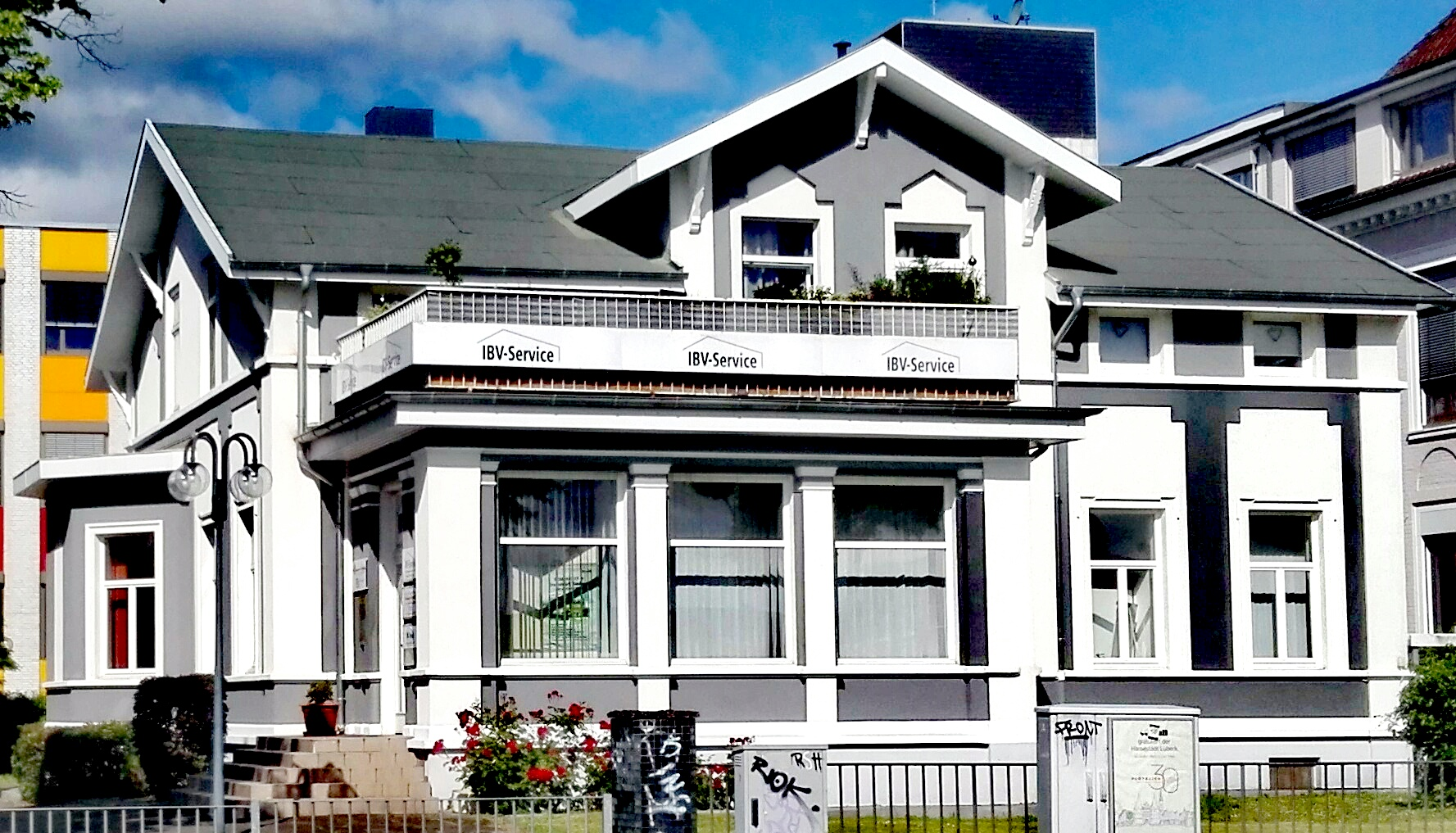
Wohnung bis 1918

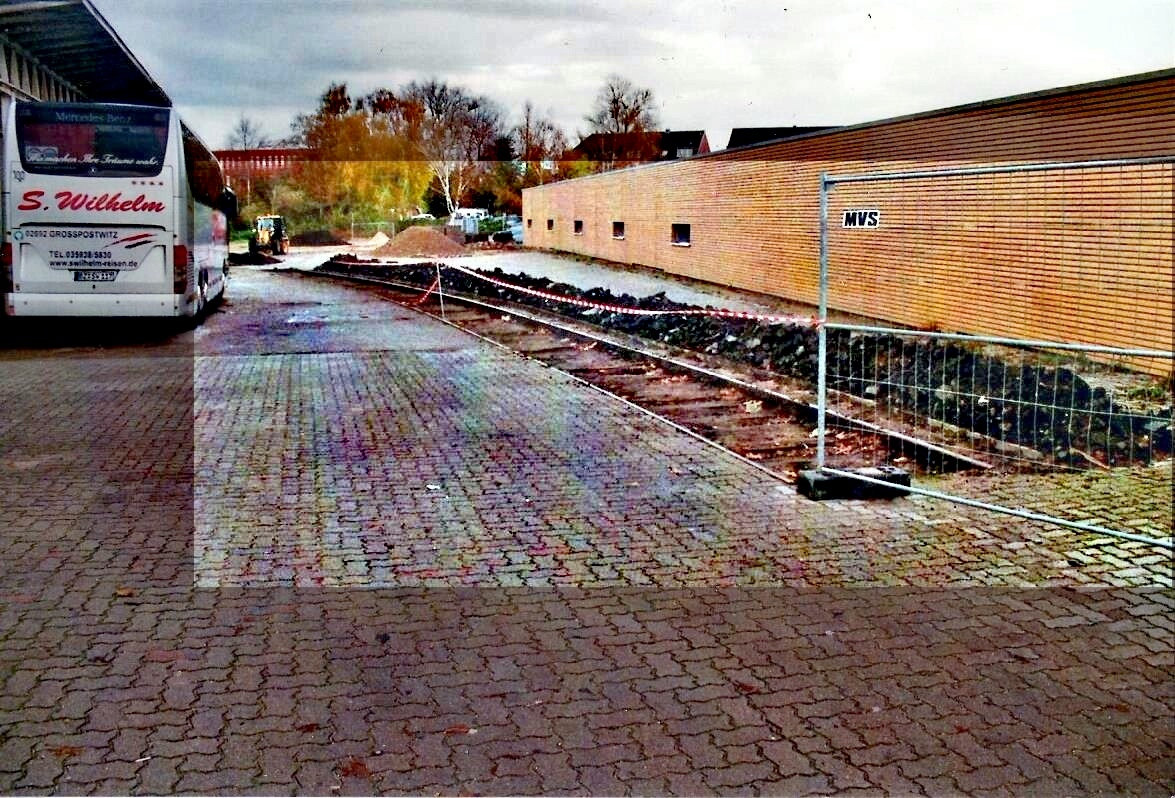
Ehem. Gleisanschluss

Zum 1. Oktober 1887 gründete sein Vater mit ihm und seinen jüngeren Bruder Heinrich offiziell das spätere Stanz- und Emaillierwerk an der Schwartauer Allee unter der Firma „Carl Thiel & Söhne“ auf einem von der Kaufmannschaft erworbenen Grundstück von 20.000 m². 1922 war die Firma auf eine Fläche von 50.000 m², von denen 30.000 m² überdacht waren, angewachsen. Das Firmengelände war dicht am Hafen gelegen und verfügte über einen eigenen Gleisanschluss.
Die Thielsche Produktpalette umfasste zunächst verzinntes und emailliertes Blechgeschirr und Molkereigeräte und unterschied sich nicht von dem des Eisenwerkes. Die Firma jedoch moderner strukturiert und blieb ständig darum bemüht auf der Höhe der Zeit zu bleiben. Eine der wichtigsten Grundlagen des Erfolgs der Firma waren deren technische Innovationen. Ihre Verzinkerei galt als eine der modernsten im Kaiserreich.
Der Einzug in dessen neues Fabrikgebäude erfolgte 1888. Die Familiengründung wurde am 28. Oktober 1899 in eine Aktiengesellschaft unter der Firma „Stanz- und Emaillierwerk vormals Carl Thiel & Söhne Aktiengesellschaft“ mit Rudolf und Heinrich Thiel als Vorstand umgewandelt und ihr für besondere Handelszwecke die Firma „R. & H. Thiel“ hinzugefügt.
Zusammen mit Heinrich Dräger wurde 1895, die Firma Dräger produzierte zu dieser Zeit noch hauptsächlich Bierdruckapparate, die „Deutsche Bierfaß-Automat Gesellschaft“ gegründet.
Die Produktpalette der Firma gliederte sich 1910 in drei Hauptbereiche:
1. Emaillierte Hau und Küchengeräte
2. Verzinnte Molkereigeräte, insbesondere Milchkannen
3. die Herstellung von Biertransport- und Pasteurisierungsfässern

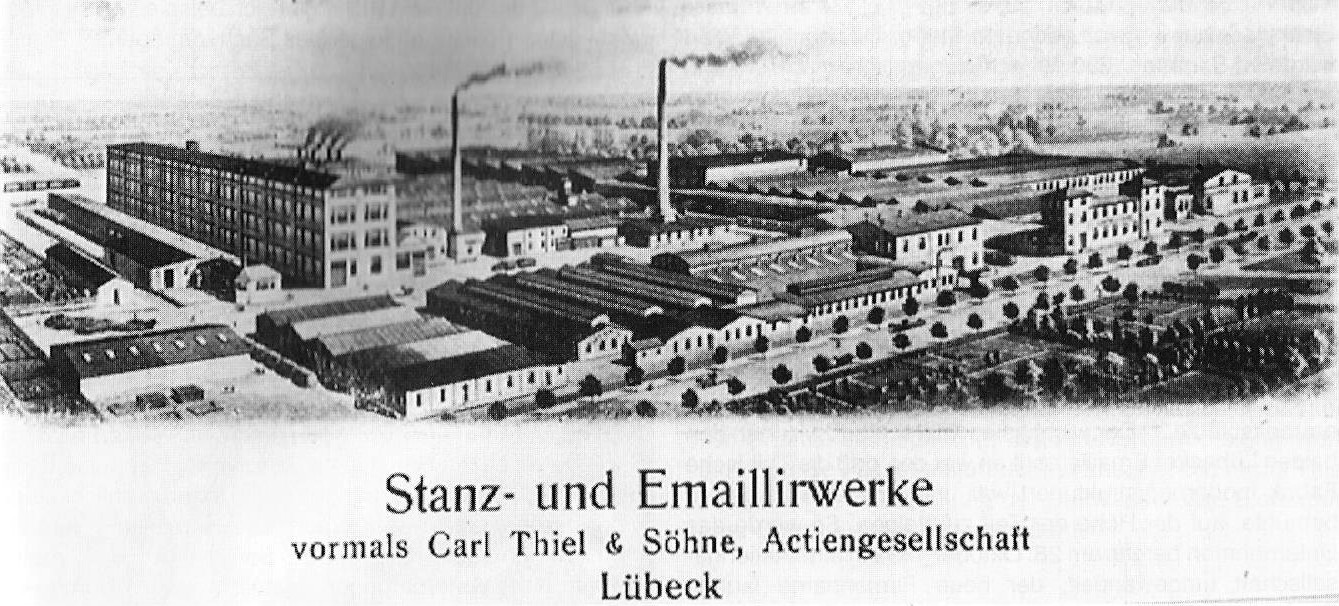
Stanz- und Emaillierwerk

Der Weltkrieg führte für die Absatzbeziehungen wegen des Wegfalls des Exportes eine grundlegende Änderung herbei. Entsprechend der vorhandenen Fabrikantionseinrichtungen wurde das Unternehmen in den Dienst der Heeresverwaltung gestellt. Nach dem Krieg gelang es schnell auf wieder die Vorkriegsproduktion umzustellen und die früheren Absatzgebiete größtenteils, auch in bisher feindlichen Ländern, zurückzugewinnen. Wichtige Gebiete, wie Russland, gehörten jedoch nicht dazu. Es wurde eine Interessengemeinschaft mit einem der leistungsfähigsten Blechwalzwerken Deutschlands, der Bismarckhütte im oberschlesischen Bismarckhütte, eingegangen. Das lübeckische Werk wurde in den Stand gesetzt, seine Leistungsfähigkeit so weit zu erhöhen, dass es über den eigenen Bedarf hinaus produzierte und auch andere Emaillierwerke mit erforderlichen Rohwaren versorgte.
Wegen seines andauernden Augenleidens, weswegen er sich bereits 1911 aus dem Öffentlichen Leben Lübecks zurückzog, schied Thiel 1919 aus dem Vorstand und 1921 aus dem Aufsichtsrat. Dennoch genoss er sowohl als Redner und als auch als Organisator weiterhin einen guten Ruf.

### Öffentliches Leben
An Stelle der turnusmäßig aus der Gewerbekammer ausscheidenden Theodor Schorer, den Kaufmann Joh. Sam. Wilms, Theodor Sartori, den „Civil-Ingenieur“ Joh. Christ. Gerh. Hübner, und den Fleischer Joh. Christ. Ed. Stein wurden unter anderen Hermann Meeths und Thiel gewählt. Nach Ablauf seiner Amtsdauer schied er auf der Versammlung am 9. Mai 1894 aus.
Als Mitglied der Kaufmannschaft wurde Thiel an Stelle des abtretenden Friedrich Ewers für die Ergänzungswahlen der dessen Vorstand bildenden Handelskammer vorgeschlagen. Auf der Versammlung am 28. Mai 1894 fand die Ersatzwahl für den Ausscheidenden statt. Für ihn wurden auf der Versammlung am 3. Juli 1894 der Teilhaber der Hansa Brauerei Friedrich Carl Sauermann in den Ausschuss für Eisenbahn- und Verkehrsangelegenheiten und Inhaber der chemischen Fabrik Wilhelmshöhe Wilhelm Theodor Wengenroth in den für Industrieangelegenheiten gewählt.  Von 1898 bis 1904 war er nochmals Mitglied im Vorstand der Handelskammer. Als Industrieführer war er auch vielfach in der Gesetzgebenden Körperschaft Lübecks und den Berufsvertretungen tätig. Ebenso gehörte dem Ehrengericht an.
Zu der am 18. Februar 1894 in Berlin stattfindenden Freien Versammlung deutscher Kaufleute und Industrieller zur Beratung über den Deutsch-Russischen Handelsvertrag wurde Thiel von der lübeckischen Handelskammer abgeordnet.
Zur Beratung über die Verlegung des Bahnhofs am 29. November 1895 waren neben dem Präses und Teilhaber der Handlung Wm. Minlos Hermann Lange und dem ersten stellvertretenden Präses Emil Possehl von Seiten der Handelskammer auch Thiele als Mitglied der Kaufmannschaft abgeordnet worden.
Auf der Versammlung der Handelskammer vom 17. Juni 1896 wurde an Stelle des abgehenden Direktors der Commerz-Bank, Ernst Stiller, Thiele, der zusammen mit dem niederländischen Konsul Hans Christoph Wilhelm Eschenburg und dem späteren Senator Eduard Friedrich Ewers hierfür vorgeschlagen wurde, in die Kommission der Handelskammer gewählt. Auf der Versammlung vom 7. Juli 1896 wurde er an Stelle von Georg Eduard Tegtmeyer, Inhaber von Tegtmeyer & Co., in den Ausschuss für Zollangelegenheiten und an Stelle Stillers in den für Industrieangelegenheiten gewählt. Als Vorsitzender des Industrieausschusses förderte er einen großen Teil der Entwicklung neu entstandener lübeckischer Industrien. Als Mitbegründer des Lübecker Industrievereins, eines Vereins, dessen erfolgreiches Bestreben der heimischen Industrie manche Wege geebnet hat, tat er dies aus nächster Nähe.
Ebenfalls wählte man 1896 eine Kommission zur Beratung des Entwurfs eines Handelsgesetzbuchs. Ihr gehörten Präses Lange, Evers, der dänische Konsul Charles Hornung Petit, C. J. Rehder, der Commerzienrat Heinrich Gustav Scharff, Mitinhaber der Firma Cabell & Schwartzkopf Gotth. Joach. Georg Schwartzkopf und Thiele an.
Von der Handelskammer wurde für 1901/02 neben Hermann Wilhelm Fehling auch Thiel zum stellvertretenden Präses gewählt. Auf der ersten Sitzung der Handelskammer im Jahr 1907 wurden Carl Dimpker zum ersten und Thiel zum zweiten Stellvertreter des Präses gewählt. Ende 1910 schied er aus der Handelskammer.

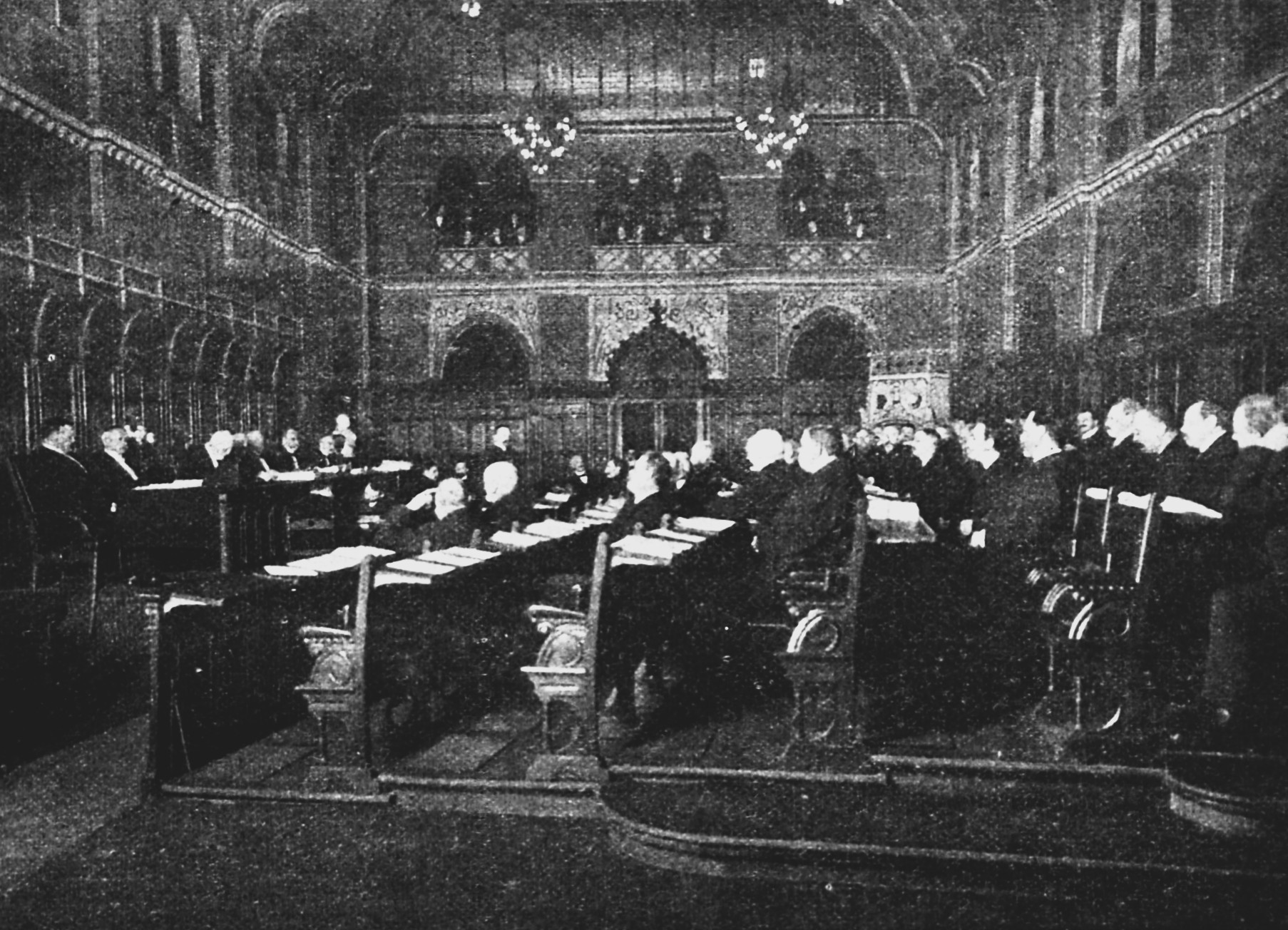
Bürgerschaftssitzung (1909)

Am 22. Juni 1889 wurden in der Wahl von 13 Mitgliedern der Bürgerschaft im Marien Quartier  nebst der Vorstadt St. Lorenz, trotz einer in aller Stille vorbereiteten Gegenagitation, sämtliche vom Vaterstädtischen Verein aufgestellten Kandidaten gewählt. Zu jenen 13 gehörten neben Thiel Ludwig Trummer, Friedrich Heinrich Bertling und Ad. Friedr. Aug. Rittscher. Thiel, der erst 1887 Lübeckischer Bürger wurde, erhielt 509 Stimmen. Von 1252 Wahlberechtigten beteiligten sich jedoch nur 532 (42 %) an der Wahl. Von jenen stimmten 349 geschlossen für die Liste des Vaterstädtischen Vereins.
Auf der Bürgerversammlung des Marienquartiers vom 28. Mai 1895 wurde Thiel von den Kaufleuten für die Bürgerschaftswahl aufgestellt. Auf der Wahlversammlung des III. Wahlbezirkes (Marienquartier und Vorstadt St. Lorenz) am 25. Juni 1895 nahmen von 1186 wahlberechtigten Bürgern 834 (70,2 %) teil. Sämtliche vom Vaterstädtischen Verein aufgestellten Kandidaten wurden gewählt. Thiel, der auch vom Verein zur Förderung des Erwerbs des lübeckischen Bürgerrechtes unterstützt wurde, erhielt 616 Stimmen.
Nach den Bürgerschaftswahlen im Jahr 1901, Thiel erhielt 429 der abgegebenen Stimmen, mussten auf Grund der revidierten Verfassung vom 26. Oktober 1907 am 19. November mit der entsprechenden Verfassungsänderung nach neuem Wahlgesetz Bürgerschaftswahlen vollzogen werden. Im Marien-Magdalenen Quartier  und St. Lorenz Nord sind in der Abteilung 1 von 465 Wahlberechtigten 379 Stimmen abgegeben worden. Thiel erhielt 335 Stimmen.
In die vom Rath- und Bürgerschluss vom 29. Oktober 1894 zu ernennende Geheimkommission wurde zu den vom Senat ernannten Senatoren Wilhelm Brehmer, Heinrich Klug und Johann Hermann Eschenburg unter anderem Thiele als deren Mitglied erwählt.
An Stelle des ausscheidenden Siegfried Mühsam erwählte der Senat Thiele zum Bürgerlichen Deputierten bei der Steuerbehörde.
Am 11. September 1911 trat Rudolf Thiel vor die versammelte Bürgerschaft und teilte ihr mit, dass er durch eine vermehrte Berufsbelastung und ein kaum überstandenes ernstes Augenleiden gezwungen sei, seine ihm liebgewordene Tätigkeit in der Bürgerschaft einzustellen.
Der Rücktritt Rudolf Thiels aus dem Öffentlichen Leben bedeutete insofern einen Verlust ernsterer Art, da durch ihn der enge Kreis der Männer, die nicht nur zum kommunalpolitischen Wirken berufen, sondern auch befähigt waren, eine schwer auszufüllende Lücke erhielt. Schwer auszufüllen, da die Kaufleute und Industriellen sich aller bürgerschaftlichen Arbeit gegenüber Passiv verhielten und die Zahl der bürgerschaftlich tätigen Männer, die Lübecks neue wirtschaftliche Entwicklung in zäher opferreicher Beratungsarbeit vorbereiteten, immer geringer wurde. Für die parlamentarische Arbeit gingen Erfahrungswerte verloren, die das Niveau der Verhandlungen auf viel beachteter Höhe hielten.
In den Vorstand der im Vorjahr neu in der Vorstadt St. Lorenz gegründeten St. Matthäi-Gemeinde wurde Thiel 1897 gewählt und sollte dort später als stellvertretender Vorsitzender und mehrfach in der Wohlfahrtspflege tätig sein. Er gehörte auch dem Verein Deutscher Ingenieure (VDI) und dem Hamburger Bezirksverein des VDI an.
Die Straßenbahn stellte am 4. April 1924 einen um 12 Uhr mittags vom Markt zu der 45 Minuten später vorgesehenen Einäscherung im Krematorium auf dem Vorwerker Friedhof fahrenden Extra-Straßenbahnwagen zur Verfügung.

### Familie
Thiel war mit Ida, Tochter des Senators Friedrich Heinrich Bertling, verheiratet.

## Verweise